# Simón Pardiñas
Simón Pardiñas López (nascido a 10 de novembro de 1987) é um dentista espanhol e YouTuber. É o dentista principal do clube de futebol profissional espanhol Deportivo de La Coruña. Pardiñas López nasceu em Espanha,Coruña. Foi influenciado na medicina pelos seus pais, especializados em implantes dentários na Galiza. Desde cedo que Pardiñas López adotou o uso de tecnologias.

## Educação
Em 2010, Pardiñas López formou-se em medicina odontologia. Em 2011 e 2013 estudou Cirurgia Oral e Periodontologia na Universidade de Nova Iorque e na Universidade Complutense de Madrid. Em 2014 obteve a licenciatura em Implantologia Oral e Maxilofacial pela Universidade de Toulouse e uma bolsa no Congresso Internacional de Implantologistas Orais.

## Carreira
Pardiñas López conduziu estudos clínicos sobre modificações epigenéticas na peri-implantite e no microbioma oral como marcador de risco para a carcinogénese colorretal. Durante o ano de 2019 foi coordenador de projetos de investigação no Bluestone Center for Clinical Research da New York University.
É diretor médico da Clínica Médica Dentária de Pardiñas e do departamento de Periodontologia, Cirurgia Oral e Implantes. É membro do Grupo de Terapia Celular e Medicina Regenerativa do INIBIC e SERGAS e do grupo Meigabioma do Hospital da Corunha na investigação do cancro colorretal e da doença periodontal. Pardiñas López é fundador do canal de YouTube Dentalk,onde exibe vídeos de animação 3D sobre medicina dentária e higiene oral. Em 2023 atingiu 1 milhão de assinantes. É presidente do Comité de Jovens Clínicos da Academia de Osseointegração. Foi premiado em Comunicação e Marketing.

## Livro
- Implantología basada en evidencias ISBN 9783319268729